# Portrait de jeune femme (Degas)
Pour les articles homonymes, voir Portrait de jeune femme.
Portrait de jeune femme est une peinture réalisée en 1867 par l'artiste français Edgar Degas. Elle est conservée au Musée d'Orsay à Paris.

## Historique
Bien qu'il subsiste des problèmes de datation - indiquée entre 1862 et 1870 - l'œuvre peut être datée de 1867 ; elle a été exposée à la troisième exposition  impressionniste en 1877. L'œuvre a été affectée en 1986, par les collections du musée du Louvre au musée d'Orsay nouvellement créé.
Dès sa création elle fut l'objet d'éloges enthousiastes de la part de Georges Rivière, déclarant son admiration pour le charme presque métaphysique, émanant de la petite toile : « Ce portrait est une merveille de conception, il est aussi beau que le plus beau des Clouet, le plus grand des Primitifs. »

## Sujet
L'œuvre met en scène Laure Degas, tante de l'artiste, épouse du baron napolitain Gennaro Bellelli, et déjà représentée dans une autre peinture de Degas, La Famille Bellelli (également au Musée d'Orsay). 

## Description
Ici, dans cette toile de petit format (3F soit 27 × 22 cm), Laure est représentée de trois-quarts le visage orienté à droite, avec un regard vide,  perdue dans ses pensées.

## Analyse
Cette peinture est particulièrement révélatrice car elle constitue un admirable  trait d'union entre l'ancien et le moderne, la tradition et l'innovation. En s'inspirant de la peinture sacrée, Degas choisit en fait de transposer la majesté solennelle de ces œuvres dans une peinture intime, en se pliant également aux exigences du réalisme et de la peinture contemporaine. La toile est aujourd'hui cataloguée sous le numéro d'inventaire RF 2430, et porte la signature de l'artiste en haut à droite.